# Kyösti Virrankoski
Kyösti Tapio Virrankoski (ur. 4 kwietnia 1944 w Kauhavie) – fiński polityk, nauczyciel i samorządowiec; były poseł krajowy i eurodeputowany.

## Życiorys
W 1972 ukończył studia licencjackie z zakresu filozofii na Uniwersytecie Helsińskim. Pracował m.in. jako nauczyciel matematyki. Był też sekretarzem politycznym ministra obrony. Od 1973 do 2000 zasiadał w radzie miejskiej Kauhavy, w latach 1977–1989 pełniąc funkcję członka zarządu miasta, a w okresie 1990–1999 przewodniczącego rady miejskiej.
Od 1991 do 1995 z ramienia Partii Centrum sprawował mandat posła do Eduskunty (fińskiego parlamentu). W 1996 został po raz pierwszy deputowanym do Parlamentu Europejskiego. W wyborach europejskich w 1999 i w 2004 uzyskiwał mandat na kolejne kadencje. Zasiadał w grupach Europejskich Liberałów, Demokratów i Reformatorów (IV i V kadencja) oraz Porozumienia Liberałów i Demokratów na rzecz Europy (VI kadencja). W latach 2007–2009 był wiceprzewodniczącym Komisji Budżetowej. Nie ubiegał się o reelekcję.